# Jojó
Jojó (Mozambique, 6 de septiembre de 1970) es un exfutbolista de Mozambique que jugaba en las posiciones de lateral derecho y centrocampista.

## Carrera

### Club
| Periodo   | Club                      | Apariciones | Goles |
| --------- | ------------------------- | ----------- | ----- |
| 1988-1990 | CD Costa do Sol           | 47          | 18    |
| 1990–1991 | Ferroviário de Maputo     | 25          | 13    |
| 1992–1994 | Boavista FC               | 0           | 0     |
| 1992–1993 | → União Leiria (cedido)   | 4           | 0     |
| 1994–1995 | AD Ovarense               | 23          | 0     |
| 1995–1997 | FC Penafiel               | 57          | 5     |
| 1997–1999 | CF Os Belenenses          | 49          | 1     |
| 1999–2005 | SC Espinho                | 155         | 15    |
| 2005–2006 | Fraser Park FC            | 33          | 5     |
| 2007      | Bonnyrigg White Eagles FC | 17          | 2     |

### Selección nacional
Jugó para Mozambique en 77 ocasiones de 1989 a 2003 y anotó 11 goles; participó en dos ediciones de la Copa Africana de Naciones donde fue seleccionado en el equipo ideal del torneo en la edición de 1998.

## Logros
- Equipo Ideal de la Copa Africana de Naciones 1998.